# Благоје Костић Црни
Благоје Костић — Марко Црни (Велики Суводол, код Пирота, 9. август 1919. — Барје код Лесковца, 10. децембар 1943), учесник Народноослободилачке борбе и народни херој Југославије.

## Биографија
Родио се 1919. године у Великом Суводолу, Србија. Пре почетка Другог светског рата радио је као пекарски радник у Лесковцу. Као члан СКОЈ-а, у 21. години, у лето 1941. ступио је у Кукавички партизански одред. Веома брзо је постао одличан борац, његови другари-партизани су му наденули надимак Марко Црни. Био је један од најомиљенијих партизанских бораца код деце; често је био окружен дечицом која су обожавала да слушају његове приче о партизанским подвизима и ратним лукавствима. Волео је и да се нашали на рачун непријатеља, а посебно се памти његова шала на рачун бугарских фашиста. Члан КПЈ постао је 1942. године.
Остао је упамћен у лесковачком крају по неколико својих акција. Једна од тих акција била је ликвидација Милана Круља, шефа агената Предстојништва полиције. Милан Круљ се нарочито истицао у прогањању комуниста и њихових симпатизера током прве половине 1943. године. Овај задатак ликвидације Круља поверен му је од стране штаба I јужноморавског НОП одреда. У вечерњим часовима, 20. маја 1943. године, Марко Црни је са групом партизана упао у Лесковац. Сви су били обучени у немачке униформе. На тај начин су успели да дођу до Круљове куће поред великог броја непријатељских војника у граду. Ушавши у двориште куће, један од партизана, Игњат Благојевић, на немачком је позвао Круља. Најпре се појавила Круљова жена којој је Игњат рекао да Милана траже из немачке полиције. Потом се појавио и Круљ. Марко га је одмах упуцао. Након извршене акције група се повукла преко Јајине у правцу Кукавице. Ово убиство имало је велики одјек у граду. У полицији је настала права паника, a подвиг Марка Црног и његових сабораца имао је позитиван политички утицај на јачање НОП-а.
Крајем 1943. године Марко је добио задатак да као командант са батаљоном нападне неколико стотина четника у Барју. То му је био последњи задатак. У жару борбе, 10. децембра 1943. године, погинуо је од непријатељског митраљеза. На месту његове погибије подигнут је споменик. Марко Црни је остао упамћен као један од најпопуларнијих партизана и један од најбољих диверзаната у овом крају.
Указом Президијума Народне скупштине Федеративне Народне Републике Југославије, 5. јула 1952. године, проглашен је за народног хероја.
Његово име у Лесковцу носе једна улица и једна месна заједница. По њему је названо акционарско друштво за производњу хлеба и пецива "Благоје Костић - Црни Марко" Пирот.